# Nordisk aktivitet på De Britiske Øer
Nordisk aktivitet på De Britiske Øer skete i den tidlige middelalder i den periode der i de nordiske lande kaldes vikingetiden, hvor nordboere rejste til Storbritannien og Irland for at bosætte sig, handler og plyndre. De nordboere, der kom til De Britiske Øer, bliver generelt omtalt som vikinger, men det bliver diskuteret om termen vikinger repræsenterer alle de nordiske bosættere eller blot dem som plyndrede.
I begyndelsen af den vikingetiden havde de nordiske kongerige i Skandinavien udviklet handelsruter til Sydeuropa og Middelhavet, hvilket gav dem adgang til importvarer som sølv, guld, bronze og krydderier. Disse handelsruter blev også udvidet mode vest til Irland og De Britiske Øer.
I det sidste årti af 700-tallet angreb og ødelagde nordiske plyndringsmænd en række kristne klostre i det der i dag er Storbritannien, hvilket startede i 793 med angrebet på klostret Lindisfarne på Englands østkyst. Det følgende år blev den nærliggende Monkwearmouth-Jarrow Abbey plyndret og i 795 angreb vikingerne Iona Abbey på Skotlands vestkyst.